# Lake Koolivoo
Der Lake Koolivoo ist ein See im Südwesten des australischen Bundesstaates Queensland. 
Der See liegt am Mittellauf des Eyre Creek östlich der Simpsonwüste, ca. 110 km nördlich von Birdsville an der Eyre Developmental Road.